# Eochaid Mumho
Eochu Mumu o Eochaid Mumo, Mumho (fl. XV-XI secolo a.C.) figlio di Mofebis, figlio di Eochaid Faebar Glas, fu, secondo la tradizione leggendaria e storica, re supremo d'Irlanda.
Secondo il Lebor Gabála Érenn prese il potere uccidendo il precedente sovrano supremo Fíachu Labrainne, che aveva ucciso il padre di Eochaid in battaglia. Il Munster prende il suo nome proprio da lui. Regnò per 21 anni, durante i quali combatté molte battaglie contro i discendenti di Érimón. Fu poi ucciso dal figlio di Fíachu, Óengus Olmucaid, nella battaglia di Clíu. Sarebbe stato in seguito vendicato dal figlio Enna Airgtheach.
Il Lebor Gabála sincronizza il suo regno con quello di Ofratane d'Assiria. Goffredo Keating data il suo regno dal 1071 al 1050 a.C., gli Annali dei Quattro Maestri dal 1449 al 1428 a.C..